# FCM Dunărea Galați
FCM Dunărea Galați was een Roemeense voetbalclub uit de stad Galați.

## Geschiedenis
De club werd als FC Galați in 1970 opgericht als nieuwe club in de stad en nam de plaats van Oțelul Galați over in de tweede klasse, waarmee het fusioneerde. De club speelde in de subtop maar in 1972 werd de fusie opgeheven en fusioneerde Oțelul met Dacia uit de derde klasse. In 1974 werd de club dan kampioen en promoveerde naar de hoogste klasse, maar degradeerde daar. In 1975 nam de club de naam FCM Galați aan. FCM haalde opnieuw de titel in tweede klasse, maar ook nu liep het weer mis bij de elite. Progresul Boekarest eindigde één plaatsje hoger in de rangschikking en had tien punten meer dan FCM.
In 1978 moest de club Gloria Buzău voor laten gaan in de tweede klasse, maar in 1979 was het opnieuw prijs. Derde keer goede keer en de club werd veertiende en kon het behoud verzekeren. Het volgende seizoen was de club echter weer bij af en eindigde opnieuw laatste. In 1982 fusioneerde de club met CSU Galați en werd zo Dunărea CSU. Na twee seizoenen werd de club weer kampioen. Dit keer werd de club derde laatste, maar dit was helaas ook een degradatieplaats. Na twee seizoenen middenmoot degradeerde de club ook uit de tweede klasse. In 1988 nam de club de naam Gloria CFR Galați aan, voor 1970 bestond er ook een gelijknamige club, die echter niet dezelfde is. 
In 1991 slaagde de club erin terug te keren en werd in 1992 vicekampioen. Daarna belandde de club in de middenmoot. In 2004 werd de club kampioen, maar promoveerde niet. In 2014 werd de club ontbonden.

## Naamsveranderingen
- 1970 – FC
- 1974 – FCM
- 1982 – Dunărea CSU
- 1988 – Gloria CFR Galați
- 1994 – FC Constant
- 1995 – FCM Dunărea